# Tessen (herb szlachecki)

Herb Tessen

Herb Tessen odmienny

Tessen – zachodniopomorski i kaszubski herb szlachecki.

## Opis herbu
Herb znany przynajmniej w dwóch wariantach. Opisy z wykorzystaniem zasad blazonowania, zaproponowanych przez Alfreda Znamierowskiego:
Tessen: W polu czerwonym głowa koźla z szyją srebrna. Klejnot: nad hełmem bez korony głowa z szyją jak w godle. Labry: czerwone, podbite srebrem.
Tessen odmienny (Tesken, Węsierski VIII, Tessen-Wensierski, Tessen-Węsierski, Kozieł I odmienny): W polu czerwonym kozioł srebrny, wspięty. Klejnot: nad hełmem bez korony, pół kozła srebrnego, wspiętego. Labry: czerwone, podbite srebrem.

## Najwcześniejsze wzmianki
Wariant podstawowy znany z mapy Pomorza Lubinusa z 1618, a ponadto przytaczany przez Nowego Siebmachera i Bagmihla (Pommersches Wappenbuch). Wariant odmienny wzmiankowany przez Ledebura (Adelslexikon der preussichen Monarchie von...), Żernickiego (Der polnische Adel) oraz Siebmachera.

## Rodzina Tessen
Stara rodzina szlachecka z Pomorza Zachodniego, osiadła w większości w okolicach Słupska, ale także na Pomorzu Przednim oraz na Rugii. Nazwisko pochodzić ma od zniekształconego i zniemczonego słowiańskiego imienia Ciesz, Cieszymir. Wzmiankowani już w 1383 (w Stojcinie, Człuchach i Kierkewüste). Kolejne wzmianki z lat 1486 (Lukas Tessen z Niechowitz na Rugii i Wierzchocina), 1493 (ten sam). Rodzina w końcu XV wieku posiadała na Pomorzu Przednim i Rugii jeszcze Bollentin, Gemekow, Perselin, Malkevitz, jednak główne ich posiadłości, tzw. Dobra Smołdzińskie, leżały w ziemi słupskiej, w okolicach Smołdzina. Wchodziły tutaj w skład wsie: Smołdzino, Wierzchocino, Witkowo, Sieci, Mała Gardna, Jawent, Łupawa i Rębowo. Prawa do tych dóbr zostały potwierdzone synom Lukasa w 1514: Karstenowi, Martenowi, Matthaeusowi, Swantesowi i Jacobowi Tessentzen. Ponadto, na podstawie dowodu z 1485 potwierdzenie na dobra Pobłocie i Będziechowo uzyskał ich stryj, Hans. Wykaz powinności wojskowych z 1523 (dla Mertena i Matheusa z braćmi de Tessen oraz właściciele Darżkowa, a także Michel Tesse) wskazuje, że Tessenowie byli wśród pięciu najbogatszych rodzin w okolicy. Jedna z gałęzi rodu przyjęła nazwisko odmiejscowe von Schmolsin. Następne wzmianki pochodzi z lat 1575 (Schwantes Tessen, landwójt Sławno, właściciel we wsiach Chust, Lubuczewo). Schwantes Tessen, zmarły w 1607, ważna osoba na dworze książąt pomorskich, był ostatnim męskim potomkiem rodu. Jednak według niemieckich XIX-wiecznych heraldyków, jakaś gałąź rodu przetrwała w Prusach Zachodnich i miała część Węsior w okręgu kartuskim, od których przezwali się Tessen-Węsierskimi. Przydomek Tessen u Węsierskich to zniemczona wersja ich pierwotnego nazwiska, Cieszyca.

## Herbowni
Tessen (Tesken, Tessentzen, Tetze, Tetzen), przejściowo używali także nazwiska von Schmolsin.
Tessen-Węsierscy przyjęli (bądź przypisano im), herb Tessen odmienny.